# Lindeballe Sogn
Lindeballe Sogn ist eine Kirchspielsgemeinde (dän.: Sogn) im südlichen Dänemark. Bis 1970 gehörte sie zur Harde Tørrild Herred im damaligen Vejle Amt, danach zur Give Kommune im erweiterten Vejle Amt, die im Zuge der  Kommunalreform zum 1. Januar 2007 in der „neuen“  Vejle Kommune in der Region Syddanmark aufgegangen ist. Ein Teil des Kirchspiels, nämlich derjenige, auf dem der Ostteil des Flughafens Billund liegt, gehört zur Billund Kommune.
Im Kirchspiel leben 516 Einwohner (Stand:1. Januar 2023). Im Kirchspiel liegt die Kirche „Lindeballe Kirke“.
Nachbargemeinden sind im Nordwesten Ringive Sogn, im Norden Give Sogn, im Osten Gadbjerg Sogn, im Südwesten Nørup Sogn, im Süden Randbøl Sogn und auf dem Gebiet der Billund Kommune im Westen Grene Sogn.